# Криничка (заказник)
Крини́чка — ботанічний заказник місцевого значення.
Розташований у долині р. Жван, притоки Дністра, на околицях с. Галайківці Мурованокуриловецької громади Могилів-Подільського району Вінницької області. Оголошений відповідно до Рішення 10 сесії 7 скликання Вінницької обласної ради від 22.09.2016 № 197
Охороняється добре збережена ділянка лучно-степової рослинності. Ділянка розташована на вершині схилу з мальовничими краєвидами на каньйон р. Жван. У межах заказника є джерело.
У 2005 році науковцями Інституту ботаніки ім. М. Г. Холодного НАН України була проведена науково-дослідна робота по створенню кадастру рідкісних видів рослин області і виділення на його основі природних ядер екомережі. Проведено флористичне та геоботанічне обстеження долини р. Дністер, за результатами якого виділені ділянки на території Мурованокуриловецького району перспективні до заповідання.
На даних територіях відмічено степові угруповання з переважанням Bothriochloa ischaemum та за участю типових для регіону степових рослин: (деревій щетинистий (Achillea setacea), костриця валіська (Festuca valesiaca), підмаренник дністровський (Galium tyraicum), кульбаба пізня (Taraxacum serotinum), самосил звичайний (Teucrium chamaedrys), чебрець повзучий (Thymus serpyllum), астрагал еспарцетний (Astragalus onobrychis), нутовий (A.cicer) 
та борознистий (A.sulcatus). 
Антропогенний вплив призвів до поширення синантропних видів: синяк звичайний (Echium vulgare), пирій повзучий (Elytrigia repens), триреберник непахучий (Matricaria perforata), різак звичайний (Falcaria vulgaris), лопух великий (Arctium lappa), дивина звичайна (Verbascum phlomoides), осот польовий (Cirsium arvense), підбіл звичайний (Tussilago farfara).
Відмічено місце зростання трьох регіонально рідкісних видів: леопольдія тонкоцвіта (Leopoldia tenuiflora), горицвіт весняний (Adonis vernalis), хвощ великий (Equisetum telmateia).
 

## Галерея

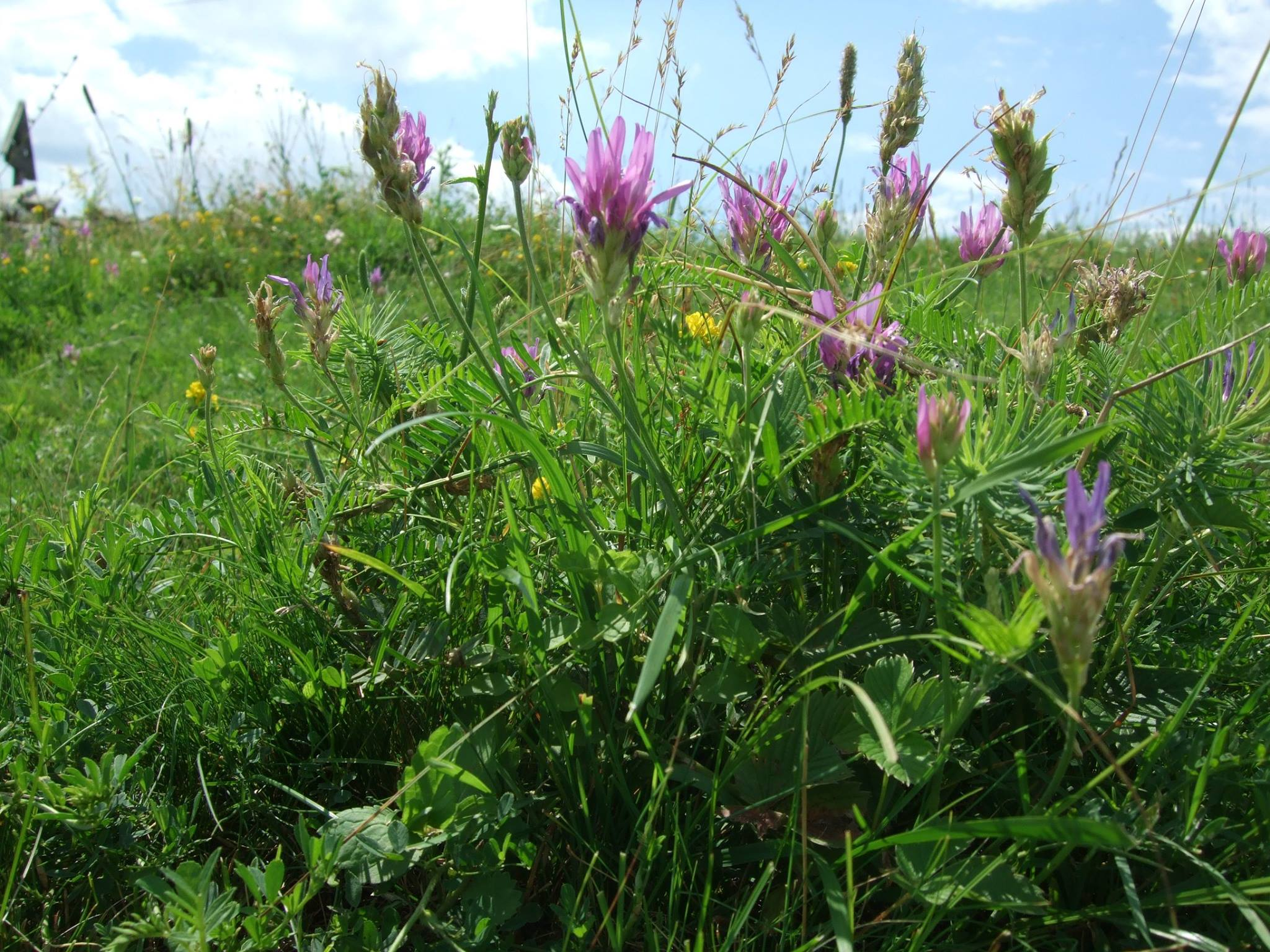
Рослинний покрив заказника
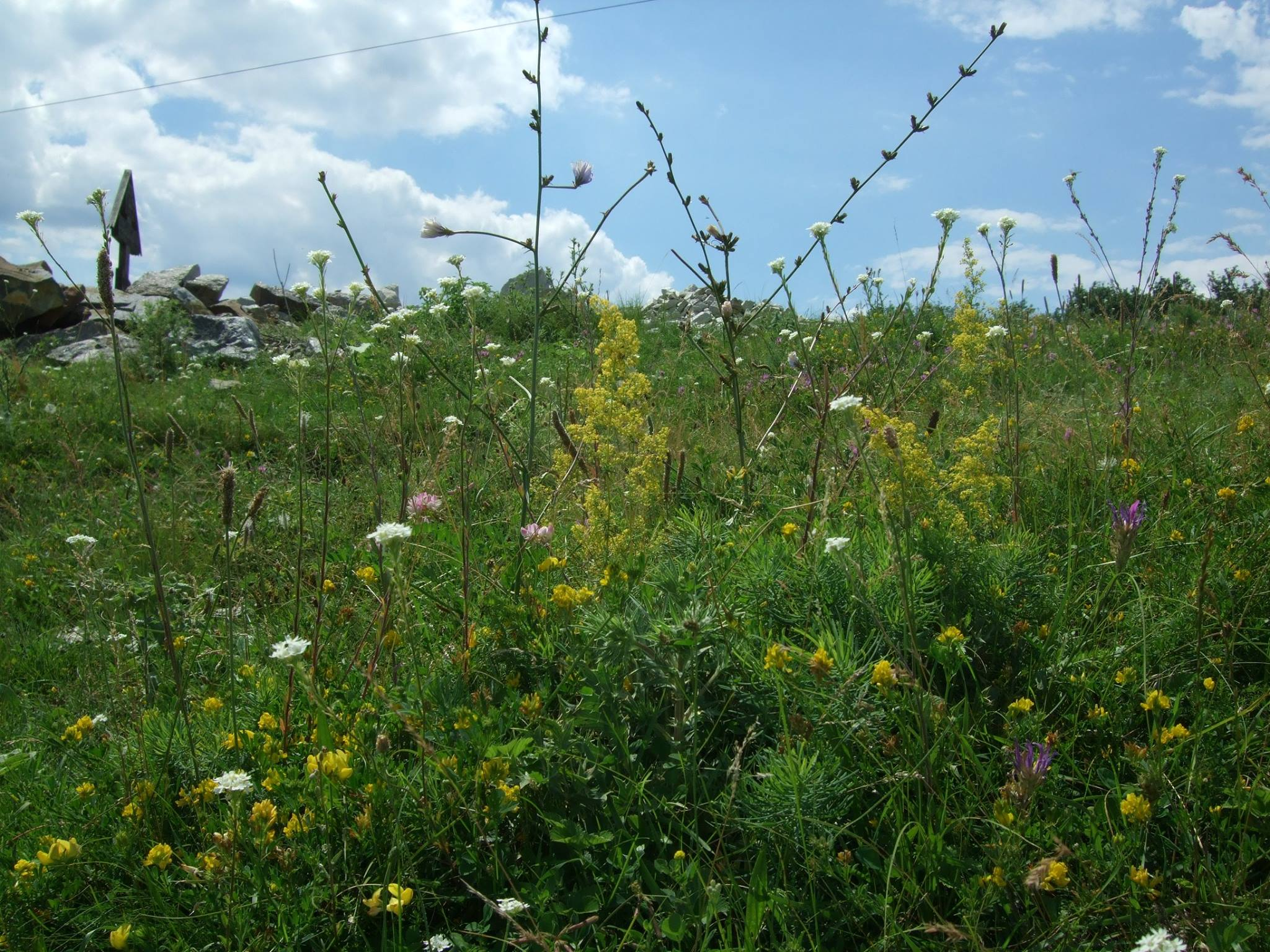
Рослинний покрив заказника
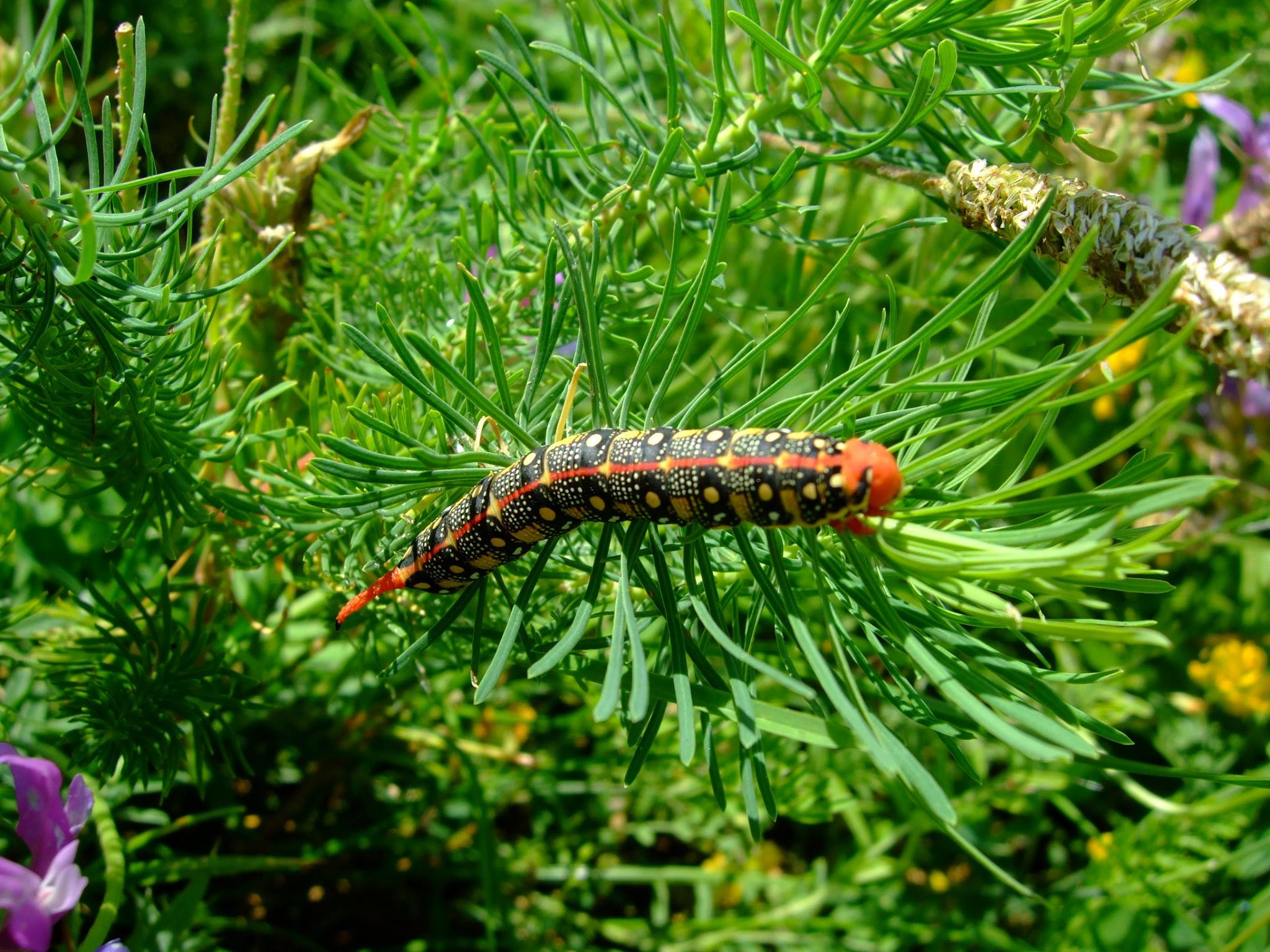
Гусінь бражника молочайного (Hyles euphorbiae)